# Бандураевка
Бандура́евка — исчезнувшее село, входившее в состав Батаминского муниципального образования Зиминского района Иркутской области.

## История
Село было основано переселенцами из Житомирской области Украины в 1927 году. По свидетельству Елены Антоновны Семёновой, бывшей жительницы Бандураевки, село получило своё название от фамилии землемера Бандураева, проводившего обмер этого участка в 1920-е годы. Населённый пункт был связан грунтовой дорогой с селом Батама, узкоколейной железной дорогой — с селом Карымск. Функционировала четырёхлетняя начальная школа с собственной оценочной системой: знания оценивались «хорошо», «отлично» или «посредственно», так и выставлялись в аттестат. В 1932 году был организован колхоз «Передовой украинец», куда входили МТФ, птицеферма, овчарня. На полях выращивались зерновые и бобовые, а также картофель, огурцы, капуста. Также выращивались и волокнистые культуры — конопля, а также лён. В 1950-е годы Бандураевка стала подсобным хозяйством ОРСа леспромхоза «Зиминский» (ОРС – отдел рабочего снабжения). Для лесозаготовителей здесь выращивали огурцы, морковь, лук, чеснок. Заготовленные овощи хранились в построенном овощехранилище, затем отправлялись в столовые и магазины посёлков леспромхоза.
В это же время была проложена узкоколейная железная дорога, соединявшая участки леспромхоза . В 1950—1960-е годы в селе насчитывался 41 двор. Работали 2 магазина: магазин ОРСа леспромхоза и магазин Райпотребсоюза. Клуб и контора колхоза располагались в одном здании.

### Исчезновение
В 1967—1969 годах жители стали покидать село, которое было признано «неперспективным». Вскоре оно перестало существовать.